# Odnowienie Włoskie
Odnowienie Włoskie (Rinnovamento Italiano, RI) – włoska centrowa i liberalna partia polityczna, działająca w latach 1996–2002.

## Historia
Partię powołał Lamberto Dini, ówczesny premier Włoch, który kierował nią przez cały okres jej działalności. Do ugrupowania przystąpiła grupa polityków dotąd powiązanych m.in. z chadekami, socjalistami i liberałami. RI weszło w skład centrolewicowej koalicji Drzewo Oliwne.
Po wyborach parlamentarnych w 1996 działacze Odnowienia objęli dwa ministerstwa – Lamberto Dini został ministrem spraw zagranicznych, a Tiziano Treu ministrem pracy. W wyborach europejskich w 1999 partię poparło 1,14% głosujących. Jej jedynym przedstawicielem w PE V kadencji został Pino Pisicchio. W 2001 ugrupowanie zostało członkiem federacji Demokracja to Wolność – Stokrotka, która w 2002 przekształciła się w partię, co doprowadziło do rozwiązania RI.
W ramach Margherity byli członkowie RI sformowali frakcję pod nazwą Odnowienie. W 2007 część z nich (w tym Lamberto Dini) powołała własną partię – Liberalnych Demokratów.